# Gregg Mayles
Gregg Mayles (Gregory Ashley Mayles, né le 1er janvier 1971 à Coalville en Angleterre), est un développeur de jeu vidéo britannique travaillant chez Rare en tant que directeur créatif. Il est employé par Rare depuis 1989, ce qui en fait l'un des employés les plus anciens de l'entreprise,.
Il commence sa carrière en tant que concepteur de la série Battletoads et par la suite crée le personnage de Diddy Kong. Après son travail sur la série Donkey Kong Country, il propose une idée de jeu d'action-aventure et le projet est lancé d'abord sur Super Nintendo puis sur Nintendo 64. Appelé Project Dream, (le jeu met en scène un enfant qui se lance dans une aventure empreinte de magie qui se termine sur une île de pirate). Le concept original est abandonné et le personnage est remplacé par celui de Banjo-Kazooie, issu du jeu Diddy Kong Racing, et affublé d'un sac à dos, et édulcoré par les voyages de Mayles au Japon. La série Banjo-Kazooie qui en résulte, reçoit les éloges de la part des critiques
Après le succès de Banjo-Kazooie, Mayles conçoit le jeu Donkey Kong 64, qui est également basé sur un de ses concepts. 
Par la suite, Mayles réalise le jeu Banjo-Tooie, qui est encore mieux accueilli que son prédécesseur. Après Banjo-Tooie, Mayles conçoit Conker's Bad Fur Day et Star Fox Adventures.  
En 2003, Mayles dirige la conception de Grabbed by the Ghoulies, dans lequel le protagoniste lui ressemble, et qui est assez mal reçu par la presse. Par la suite, il travaille sur divers projet avant de jouer un rôle clef dans la création du jeu Viva Piñata. 
C'est une idée originale venant de Tim et Chris Stamper, qui conduit à la création d'un jeu influencé par les séries de jeux Animal Crossing et Story of Seasons. 
Le jeu sort en 2006 et est bien accueilli par la presse. Mayles  joue également un rôle dans la conception de la suite Viva Piñata 2 : Pagaille au paradis.
En 2007, Tim et Chris Stamper quittent Rare, et Mark Betteridge et Mayles prennent la direction de Rare en tant que Directeur studio et directeur créatif.
En 2006, Mayles décide de revenir à ses racines en relançant un nouvel épisode de Banjo-Kazooie contenant de nouvelles fonctionnalités, comme la construction de voiture. Le jeu est annoncé au X06 sous le titre Banjo-Kazooie: Nuts & Bolts, puis commercialisé en 2008. Après ce jeu, Mayles travaille sur l'implantation de Banjo et Kazooie dans la version Xbox 360 du jeu Sonic and Sega All-Stars Racing et des créations récentes pour Kinect Sports.
Lors de l'E³ 2015, Mayles est désigné comme le programmeur principal du jeu Sea of Thieves pour Windows et Xbox One.
Il a aussi travaillé sur l'implantation de Banjo et Kazooie dans le jeu Super Smash Bros. Ultimate sur Nintendo Switch.

### Interviews
- (en) B-K: Nuts and Bolts: Q&A avec Gregg Mayles.
- (en) Rare Responds to Being Labeled Outdated, Reacts to Ensemble Studio Closure
- (en) "Building Your Own Banjo".